# Umberto Betti
Umberto Betti O.F.M. (7 de març del 1922, Pieve Santo Stefano - † 1 d'abril del 2009, Fiesole) fou un cardenal, teòleg i escriptor italià. Treballà durant uns anys al govern de la Ciutat del Vaticà, entre el 1991 i el 1995, i fou rector de la Universitat Pontifícia Lateranense.

## Biografia
El 31 de desembre del 1943 entrà a l'Orde de Frares Menors, on realitzà els seus estudis eclesiàstics i el 6 d'abril del 1946 rebé l'ordenació sacerdotal. Posteriorment es convertí en doctor en teologia a la Universitat Pontifícia Antonianum Vaticana i quan acabà els estudis fou professor de teologia dogmàtica i educador en estudis teològics a les universitats de Siena i Fiesole.
L'any 1961 entrà a treballar al govern de la Ciutat del Vaticà, essent assessor de la comissió teològica preparatòria del Concili Vaticà II i el 1963 entrà al consell d'experts. També fou un dels contribuents de les constitucions dogmàtiques Lumen Gentium i Dei Verbum. El 1964 fou qualificador de la Sagrada Congregació Suprema del Sant Ofici, el 1968 fou consultor de la Congregació de la doctrina de la Fe, el 1984 de la Secretaria d'Estat de la Santa Seu i el 1988 de la Congregació per als Bisbes. Posteriorment, durant quatre anys, del 1991 al 1995, fou nomenat rector de la Universitat Pontifícia Lateranense.
Després del consistori celebrat el 24 de novembre del 2007, el papa Benet XVI l'elevà al rang de cardenal diaca atorgant-li el títol cardenalici de Santi Vito, Modesto i Crescenzia.

## Publicacions
- Summa de sacramentis Totus homo (1955)
- La Constitució Dogmàtica "Pastor Aeternus" del Concili Vaticà II (1961)
- Els pronunciaments de la doctrina del Concili Vaticà II (1984)
- La doctrina del Concili Vaticà II sobre la transmissió de la revelació